# Cantonul Digoin
Cantonul Digoin este un canton din arondismentul Charolles, departamentul Saône-et-Loire, regiunea Burgundia, Franța.

## Comune
- Digoin (reședință)
- Les Guerreaux
- La Motte-Saint-Jean
- Saint-Agnan
- Varenne-Saint-Germain